# 4459-es mellékút (Magyarország)
A 4459-es számú mellékút egy négy számjegyű mellékút Csongrád-Csanád vármegye Hódmezővásárhelyi járásában, annak székhelyén, Hódmezővásárhelyen. Korábban a 47-es főút belvároson átvezető nyomvonalának része volt, a belterület keleti széle és a központ között; négy számjegyű számozását azután kapta, miután elkészült a 47-es északi elkerülő útja. Kilométer-számozását az országos közutak térképes nyilvántartását szolgáló kira.gov.hu adatbázisa még 2020-ban is a főút kilométer-számozásával egyezően adja meg, tehát úgy, mintha az alig több mint 5,5 kilométeres útszakasz a végpontjánál már 200. kilométere előtt járna; ráadásul az oldal térképe csak alig másfél kilométeren jelöli a 4459-es számozást, az attól beljebb eső szakaszt önkormányzati útnak mutatja.

## Nyomvonala
Hódmezővásárhely belterületétől északkeletre ágazik ki a 47-es főútból, ott, ahol az elhagyja a korábbi nyomvonalát és rátér a várost északról elkerülő szakaszra; kilométer-számozása szerint a főút itt a 193,934-es kilométerszelvényénél jár. Délnyugat felé halad, majd a 195,500-as kilométerszelvénye előtt egy körforgalomba ér: itt találkozik a Keleti elkerülő úttal, amely a 4418-as és 4421-es úttal köti össze, a belváros egyidejű elkerülése mellett. A kira.gov.hu térképe csak idáig tünteti fel állami közútként, egyenes folytatását már úgy mutatja, mintha az hódmezővásárhelyi önkormányzati út lenne, bár az útszámot néhol ennek ellenére is szerepelteti.
A folytatásban a Kutasi út nevet viseli, majd egy hosszabb szakaszon, a városi stadion térsége mellett elhaladva Szabadság tér a neve. Utána egy szakaszon a Szent István tér nevet viseli, majd a Kálvin János tér körforgalmát elhagyva Andrássy út néven folytatódik. A történelmi városmag déli részén egy kisebb irányváltással a Kaszap utca nevet kapja, ezen a szakaszán két újabb körforgalmú csomóponton is áthalad, ezek a város néhány áruházát és egy pihenőparkját szolgálják ki. Elhalad a Szolnok–Hódmezővásárhely–Makó-vasútvonal és a Szeged–Kötegyán-vasútvonal közös vágányait kiszolgáló felüljáró alatt, majd egy újabb körforgalomba csatlakozva ér véget, a 199,486-os kilométerszelvényénél. A régi 47-es nyomvonal innen ismét állami közútként, sőt főútként feltüntetve folytatódik, 472-es számozással.
Teljes hossza, az országos közutak térképes nyilvántartását szolgáló kira.gov.hu adatbázisa szerint 5,552 kilométer.

## Települések az út mentén
- Hódmezővásárhely